# Deutscher Frisbeesport-Verband
Der Deutsche Frisbeesport-Verband e.V. (DFV) ist das bundesweite Hauptorgan der Landesverbände, Vereine und Einzelpersonen der verschiedenen Disziplinen, die mit Frisbee in Deutschland ausgeübt werden. Dies beinhaltet die als eigene Abteilung bestehenden Sportarten Ultimate, Discgolf und Freestyle Frisbee, sowie weitere Disziplinen wie Double Disc Court, Guts, Overall und andere. Nicht im DFV vertreten ist Discdogging. Der Verband wurde im Jahr 1990 gegründet. Er besteht aus rund 200 Vereinen (Stand März 2024).

## Auszeichnungen und Erfolge
- In den Jahren 2001 und 2005 konnte der DFV Nationalteams zu den World Games in Akita (Japan) und Duisburg entsenden.
- Im Jahr 2011 wurde der DFV vom Bundesinnenministerium und dem DOSB mit dem Fair Play Preis des Deutschen Sports für die allgemeine Fairness im Teamsport Ultimate Frisbee ausgezeichnet.[2]

## Weblink
- Website Deutscher Frisbeesport-Verband